# تعديل ما بعد الترجمة

تعديل ما بعد الترجمة للأنسولين. بالأعلى، يترجِم الريبوسوم تسلسل الرنا الرسول إلى بروتين الأنسولين، ثم يمرر هذا البروتين عبر الشبكة الإندوبلازمية أين يتم قصه وطيّه وإحكام بنيته بواسطة روابط ثنائي الكبريتيد (-S-S-). بعدها يمر البروتين عبر جهاز غولجي أين يتم حزمه في حويصلة، وفي الحويصلة تُقص أجزاء إضافية أخرى منه ويتحول إلى أنسولين ناضج.

تعديلات ما بعد الترجمة (بالإنجليزية: Post-translational modifications)‏ واختصارا (PTM) هي تعديلات كيميائية تساهمية تخضع لها البروتينات بعد عملية الترجمة، وتتم في الغالب بواسطة إنزيمات وذلك لتكوين بروتينات ناضجة قادرة على تأدية مهام معينة. هذه التعديلات مهمة في تأشير الخلية ومن الأمثلة على ذلك تحويل طلائع الهرمونات إلى هرمونات.
يمكن أن تحدث تعديلات ما بعد الترجمة على السلسلة الجانبية للحمض أميني أو على نهاية البروتين الأمينية أو الكربوكسيلية. ويمكنها توسيع عدد البروتينات الـ 20 القياسية بتعديل مجموعة وظيفية موجودة أو إضافة أخرى جديدة مثل الفوسفات. الفسفرة آلية شائعة جدا لتنظيم نشاط الإنزيمات وهي أكثر تعديلات ما بعد الترجمة شيوعا. العديد من بروتينات حقيقيات النوى لديها مركبات سكرية مرتبطة بها وذلك عبر عملية تعديل تسمى الغلكزة، والتي يمكن أن تعزز تطوي البروتين وتحسن استقراره، فضلا عن عملها في وظائف تنظيمية. ربط جزيئات ليبيدية بالبروتين يعرف باللبددة ويستهدف في العادة بروتينا -أو جزءا منه- مرتبطا بغشاء الخلية .
تتمثل الأشكال الأخرى لتعديلات ما بعد الترجمة في قص الروابط الببتيدية، كما هو الحال أثناء معالجة البروتين الطليعي لتكوين بروتين ناضج أو إزالة جزيء الميثيونين المشرع. تشكيل روابط ثنائي الكبريتيد من وحدات السيستئين يمكن أن يوصف بأنه من تعديلات ما بعد الترجمة كذلك. على سبيل المثال ببتيد هرمون الأنسلون يُقص مرتين بعد تشكل ورابط ثنائي الكبريتيد، ويُزال بروتين طليعي من وسط سلسلته، البروتين الناتج من ذلك يتكون من سلسلتي عديد ببتيد متصلتين بروابط ثنائي الكبريتيد.
بعض تعديلات ما بعد الترجمة عبارة عن نتائج للإجهاد التأكسدي. إضافة كربونيل مثال على استهداف البروتينات المعدلة من أجل تحليلها ويمكن أن يتنج عن ذلك تكدسات بروتينية. يمكن أن تستخدم أحماض أمينية محددة كواسمات حيوية للإشارة إلى الضرر التأكسدي.
المواقع التي تخضع لتعديلات ما بعد الترجمة هي تلك التي تملك مجموعة وظيفية تعمل كمحب للنواة في التفاعل وهي: مجموعات هيدروكسيل السيرين والثريونين والتيروسين، الهيئات الأمينية لليسين والأرجنين والهستيدين، أنيونات الثيول للسيستئين، كربوكسلات الأسبارتات والغلوتامات، النهايتين الأمينية والكربوكسيلية. رغم أن أميد الأسباراجين محب نواة ضعيف، إلا أنه يمكن أن يعمل كنقطة ارتباط للغليكانات. يمكن أن تحدث تعديلات نادرة في الميثيونين المؤكسد وفي بعض جذور الميثيلين بالسلاسل الجانبية.
يمكن الكشف تجريبيا عن تعديلات ما بعد الترجمة بواسطة العديد من التقنيات منها: مطيافية الكتلة، لطخة إيسترن ولطخة ويسترن.